# Беавар
Беавар (англ. Beawar, хинди ब्यावर) — город в северо-западной части Индии, в штате Раджастхан, на территории округа Аджмер.

## История
Город был основан британцами в 1835 году как военное поселение.

## География
Город находится в центральной части Раджастхана, к юго-западу от города Аджмер, на высоте 438 метров над уровнем моря.
Беавар расположен на расстоянии приблизительно 165 километров к юго-западу от Джайпура, административного центра штата и на расстоянии 382 километров к юго-западу от Нью-Дели, столицы страны.

## Демография
По данным официальной переписи 2011 года, население составляло 151 472 человек, из которых мужчины составляли 51,4 %, женщины — соответственно 48,6 % . Уровень грамотности населения составлял 75,5 %.

Динамика численности населения города по годам:
| 1991    | 2001    | 2011    |
| ------- | ------- | ------- |
| 105 363 | 123 759 | 151 472 |

## Экономика
Основными продуктами городского экспорта являются изделия из хлопка, продукты питания и цемент.